# Доній Видовець
46°20′ пн. ш. 16°47′ сх. д. / 46.33° пн. ш. 16.79° сх. д.
Доній Видовець (хорв. Donji Vidovec) – громада і населений пункт в Меджимурській жупанії Хорватії.

## Населення
Населення громади за даними перепису 2011 року становило 1 399 осіб, 2 з яких назвали рідною українську мову. 
Динаміка чисельності населення громади:

## Клімат
Середня річна температура становить 10,34°C, середня максимальна – 24,54°C, а середня мінімальна – -6,14°C. Середня річна кількість опадів – 765,00 мм.
| Клімат поселення                              | Клімат поселення | Клімат поселення | Клімат поселення | Клімат поселення | Клімат поселення | Клімат поселення | Клімат поселення | Клімат поселення | Клімат поселення | Клімат поселення | Клімат поселення | Клімат поселення | Клімат поселення |
| Показник                                      | Січ.             | Лют.             | Бер.             | Квіт.            | Трав.            | Черв.            | Лип.             | Серп.            | Вер.             | Жовт.            | Лист.            | Груд.            |                  |
| Середній максимум, °C                         | 5,52             | 7,46             | 11,91            | 16,50            | 21,88            | 24,54            | 23,88            | 23,37            | 19,28            | 14,20            | 8,49             | 4,86             |                  |
| Середня температура, °C                       | −0,3             | 1,60             | 6,07             | 10,66            | 16,04            | 18,70            | 20,08            | 19,56            | 15,48            | 10,40            | 4,69             | 1,06             |                  |
| Середній мінімум, °C                          | −6,14            | −4,2             | 0,25             | 4,82             | 10,21            | 12,88            | 16,29            | 15,76            | 11,67            | 6,59             | 0,90             | −2,75            |                  |
| Норма опадів, мм                              | 38               | 37               | 47               | 60               | 69               | 86               | 83               | 75               | 73               | 65               | 77               | 55               |                  |
| Середньомісячна швидкість вітру, м/с          | 2.20             | 2.46             | 2.80             | 2.80             | 2.50             | 2.30             | 2.20             | 2.00             | 2.00             | 2.08             | 2.20             | 2.20             |                  |
| Середньомісячна сонячна радіація, кДж/м²·день | 3935             | 6738             | 10589            | 15054            | 19263            | 21167            | 21641            | 18955            | 14029            | 8629             | 4453             | 3187             |                  |
| --------------------------------------------- | ---------------- | ---------------- | ---------------- | ---------------- | ---------------- | ---------------- | ---------------- | ---------------- | ---------------- | ---------------- | ---------------- | ---------------- | ---------------- |
| Джерело:                                      |                  |                  |                  |                  |                  |                  |                  |                  |                  |                  |                  |                  |                  |